# West-Britse talen
West-Brits was een van de twee dialecten waarin de Britse taal zich in de vroege middeleeuwen opsplitste; haar tegenhanger is het Zuidwest-Brits. Als reden en datum voor de opsplitsing wordt vaak de Slag bij Deorham in 577 genoemd, omdat toen de zegevierende Saksen van Wessex in wezen het Britssprekende deel van Groot-Brittannië in tweeën splitste.
West-Brits werd in Wales en het Hen Ogledd, of "Oude Noorden", het Britse taalgebied van Noord-Engeland en Zuid-Schotland, gesproken. Het was de voorloper van het Oud-Welsh en het uitgestorven dialect of de uitgestorven taal ons bekend als Cumbrisch, en dus ook van het moderne Welsh. Zuidwest-Brits vormt dan weer de gemeenschappelijke stam van het Cornisch en Bretoens.